# 闇牛斎円志
闇牛斎 円志（あんぎゅうさい えんし、生没年不詳）とは、江戸時代の浮世絵師。

## 来歴
師系・俗名不明。『浮世絵師伝』は安永9年（1780年）刊行の黄表紙『銀世界豊年鉢木』の挿絵を描いた「闇牛斎秋童」について、画風に勝川派の特徴があり、「秋童は恐らく円志の前名なるべし」と述べている。作画期は秋童を同一人として安永から寛政にかけての頃とされ、画風は鳥居清長風ともいわれている。

## 作品
- 「大川端夕涼」　三枚続大判錦絵
- 「上野花見の図」　三枚続大判錦絵
- 「殿中遊戯の図」　三枚続大判錦絵
- 「初日かげ図」　絹本着色　ニューオータニ美術館所蔵　※「闇牛斎画」の落款、「闇牛斎」の印章あり。前髪に野郎帽子を被った女形役者を描く。絵の上部に「化粧せし顔に程よし初日影」という句が記され、「路考」の落款などから三代目瀬川菊之丞自賛の句であり、円志が三代目菊之丞を描いたものであるとわかる（「路考」は菊之丞の俳名）。「初日かげ」とは元旦の光のことで、正月にちなんで制作されたものと見られる。
- 「松坂屋呉服店」　※肉筆、額絵